# Daïra de Médéa
La daïra de Médéa est une circonscription administrative algérienne située dans la wilaya de Médéa et la région du Titteri. Son chef-lieu est situé sur la commune éponyme de Médéa.
La daïra regroupe les trois communes de Médéa, Draa Essamar et Tamesguida.

## Institut national de recherche forestière
Cette daïra abrite une station de recherche et d'expérimentation rattachée à l'Institut national de recherche forestière.